# Cometes mathani
Cometes mathani là một loài bọ cánh cứng trong họ Cerambycidae.